# Raïon de Sobinka
Le raïon de Sobinka (en russe : Собинский райо́н, Sobinski raïon) est un raïon de l'oblast de Vladimir en Russie européenne. Son centre administratif est la ville de Sobinka, et sa population s'élevait à 50 883 habitants en 2021.

## Géographie
Le raïon se situe dans l'oblast de Vladimir, un sujet, en tant qu'oblast, de la Russie, situé dans le district fédéral central. L'oblast de Vladimir se situe en Russie européenne, au nord-est de Moscou. Le raïon, comme tout l'oblast de Vladimir, est situé dans le fuseau horaire MSK (heure de Moscou). Le décalage horaire appliqué par rapport au temps universel coordonné est +03:00.

## Politique et administration
Le raïon est l'un des 16 raïons administratifs de l'oblast de Vladimir, dans le district fédéral central. Au niveau municipal, il possède le statut de raïon municipal, et comporte ainsi plusieurs municipalités à l'intérieur de lui. Le raïon compte 199 localités réparties en 12 municipalités,,.

## Démographie
Recensements (*) ou estimations de la population:
| 2021*  | - | - |
| ------ | - | - |
| 50 883 | - | - |